# Llatí (escriptor)
Llatí (Latinus) fou un escriptor en grec de data incerta.
D'aquest autor només es coneix una sola obra, que va rebre el títol en grec de  Περὶ τῶν οὐκ ιδίων Μενάνδρου; l'obra fou recollida per Fabricius a la seva "Biblioteca grega" (volum 2, pàgina 456).